# Alexandra av Grekland och Danmark
Denna artikel behandlar storfurstinnan av Ryssland. För titulärdrottningen av Jugoslavien, se Alexandra av Jugoslavien.
Prinsessan Alexandra av Grekland och Danmark, eller Alexandra Georgijevna, storfurstinna av Ryssland, född 30 augusti 1870 på Korfu i Grekland, död 24 september 1891 (i barnsäng) nära Moskva. Hon var dotter till kung Georg I av Grekland och storfurstinnan Olga Konstantinovna av Ryssland. 

## Biografi

### Tidiga år som grekisk prinsessa

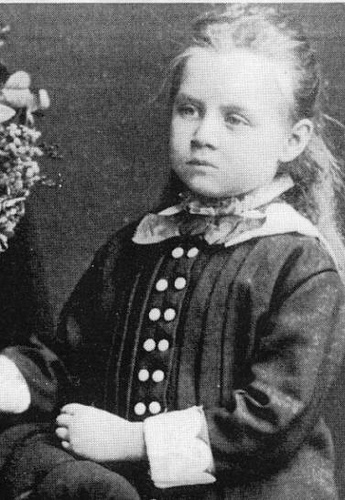
Prinsessan Alexandra 1875.

Prinsessan Alexandra av Grekland och Danmark föddes den 30 augusti 1870 på sina föräldrars sommarresidens, Mon Repos, beläget på ön Korfu i Joniska havet i Grekland. Hon var det tredje barnet och den första dottern till kung Georg I av Grekland och Olga Konstantinovna av Ryssland. Hennes far var den näst äldsta sonen till kung Christian IX och drottning Louise av Danmark, medan hennes mor var den äldsta dottern till storfurst Konstantin Nikolajevitj av Ryssland, tidigare vicekung av Polen, och Alexandra av Sachsen-Altenburg.
Hon döptes med namnet Alexandra och kallades vanligen "Grekinnan Alix", för att skilja henne från sin faster och gudmor, Alexandra, prinsessan av Wales, eller "Aline". Hon beskrivs som mjuk och älskvärd och allmänt omtyckt.

### Förlovning och vigsel

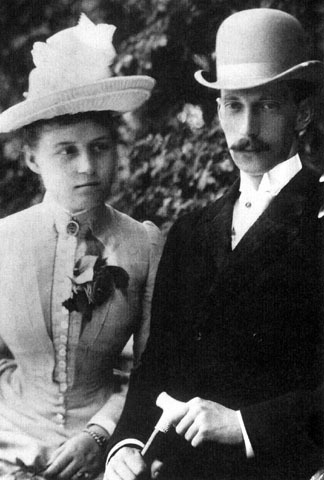
Prinsessan Alexandra och storfurst Pavel.

1889, när hon var arton år gammal, gifte hon sig med Alexander II av Rysslands son storfurst Pavel Aleksandrovitj. Hon hade lärt känna Pavel och blivit förälskad i honom under hans besök i Grekland, där han ofta vistades på grund av sina lungproblem, och under hennes familjs semesterbesök i Ryssland. Förlovningen eklaterades 10 november 1888 och bröllopet ägde rum i Vinterpalatsets kapell i Sankt Petersburg 17 juni 1889.
Alexandra och Pavel Aleksandrovitj fick två barn:
- Maria Pavlovna av Ryssland (1890–1958), gift med 1) prins Wilhelm av Sverige (skilda 1914), 2) furst Sergej Putiatin (1893–1966) (skilda 1924)
- Storfurst Dimitrij Pavlovitj av Ryssland (1891–1942), gift med Audrey Emery (skilda 1937)

Paret blev också morföräldrar till greve Lennart Bernadotte på Mainau.

### Tidig död

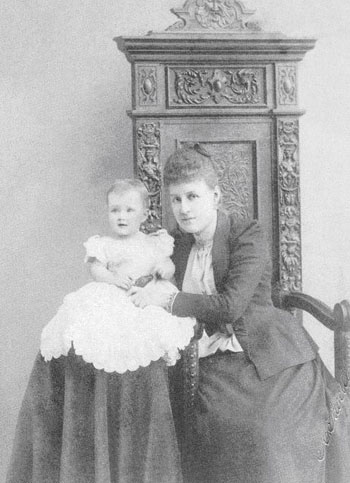
Storfurstinnan Alexandra tillsammans med sin datter, Maria Pavlovna.

Hon avled under sin sista graviditet efter att ha fallit då hon hoppade i en roddbåt, vilket satte igång förlossningen, förorsakade en koma och ledde till hennes död sex dagar senare i en ålder av tjugoett år och tjugofem dagar.
Alexandra-sjukhuset i Aten fick sitt namn efter henne, liksom Alexandra-gatan i Aten.